# Leucolophus
Leucolophus es un género con tres especies de plantas con flores perteneciente a la familia de las rubiáceas. 
Es nativo de Malasia.

## Especies seleccionadas
- Leucolophus gajoensis Bremek. (1940).
- Leucolophus macranthus (Ridl.) Bremek. (1940).
- Leucolophus tobingensis (Miq.) Bremek. (1940).